# Sălcioara (gmina w okręgu Jałomica)
Sălcioara – gmina w Rumunii, w okręgu Jałomica. Obejmuje miejscowości Rași i Sălcioara. W 2011 roku liczyła 2336 mieszkańców. 